# Skarsåsfjällen
Skarsåsfjällen är ett naturreservat i Malung-Sälens kommun och Älvdalens kommun i Dalarnas län.
Området är naturskyddat sedan 1991 och är 2 300 hektar stort. Reservatet består av tallskog.